# Симаково (Ивановская область)
Симако́во — село в Ивановской области. Симаковское сельское поселение Верхнеладнеховского района.

## География
Село находится в северо-восточной части Верхнеландеховского района, в 9,7 км к северо-востоку от Верхнего Ландеха (11,7 км по автодорогам). Около Симаково река Нёвра впадает в Ландех. Улицы Восточная, Заречная, Малыгина, Новая, Советская.

## История
В писцовых книгах 1628 года упоминается пустошь Симакова за окольничим князем Григорием Константиновичем Волконским, в нем тогда был только один бобыльский двор. В 1865 году в Симакове была построена церковь и выделен приход. В 1880 году эта церковь сгорела. В 1881-83 годах в Симакове была построена каменная церковь в с колокольней на средства Ефима Исидоровича Осипова. Престолов в ней было три: главный в честь Казанской иконы Божьей Матери. С 1889 года в селе существовала церковно-приходская школа, учащихся в 1897 году было 27. 
В XIX — первой четверти XX века село входило в состав Верхне-Ландеховской волости Гороховецкого уезда. В 1859 году в селе числилось 22 двора, в 1905 году — 22 двора.

## Население
| 1859 | 1905 |
| ---- | ---- |
| 97   | 99   |

| 1859 | 1905 | 2010 |
| ---- | ---- | ---- |
| 97   | ↗99  | ↗284 |

## Инфраструктура
Проведена телефонная линия, село не газифицировано. Имеются почтовое отделение, детский сад «Рябинка». Начальная школа закрыта в 2013 году, и организован школьный автобус до Верхнего Ландеха 

## Русская православная церковь
Свято-Казанский храм (1880-1883 гг.) с колокольней. Колокол для храма был отлит в Москве в 1886 году 